# Schönhorst
Schönhorst er en kommune og en by i det nordlige Tyskland, beliggende i Amt Flintbek i den østlige del af Kreis Rendsborg-Egernførde. Kreis Rendsborg-Egernførde ligger i den centrale del af delstaten Slesvig-Holsten.

## Geografi
Schönhorst ligger omkring 9 km syd for Kiel og nordvest for Bothkamper See. Mod vest løber Bundesautobahn 215 mod Neumünster, mod øst Bundesstraße 404, der længere mod syd bliver til Bundesautobahn 21.